# Sant'Isidoro a Capo le Case
Sant'Isidoro a Capo le Case ou Igreja de Santo Isidoro em Capo le Case é um complexo monástico e uma universidade no rione Ludovisi de Roma, Itália. A igreja do complexo é uma das igrejas nacionais da República da Irlanda na cidade e abriga a "Cappella Da Sylva", projetada por Bernini, autor também do monumento funerário de seu filho, Paolo Valentino Bernini.

## História
O mosteiro foi fundado depois de uma doação do nobre Ottaviano Vestri di Barbiano, como atesta uma bula do papa Urbano VIII em 1625. Sua construção começou em 1622, logo depois da canonização, pelo papa Gregório XV em 1622, de Santo Isidoro de Madrid e quatro outros santos. No mesmo ano, alguns franciscanos descalços chegaram em Roma com o objetivo de fundarem um convento para espanhóis dedicado a Santo Isidoro. Depois de dois anos, porém, a igreja e o mosteiro passaram para os franciscanos irlandeses que fugiam da perseguição inglesa liderados por Luke Wadding, que fundou a escola reconhecida na bula de Urbano VIII. A partir desta data, São Patrício foi acrescentado à dedicação do mosteiro e da igreja.
O mosteiro foi dissolvido entre 1810 e 1820, durante a ocupação napoleônica de Roma, e seus edifícios abrigaram uma colônia artística conhecida como "nazarenos". O complexo voltou a ser um mosteiro depois da derrota de Napoleão e continua até hoje ocupado por franciscanos irlandeses. 

## Galeria

Imagens da igreja
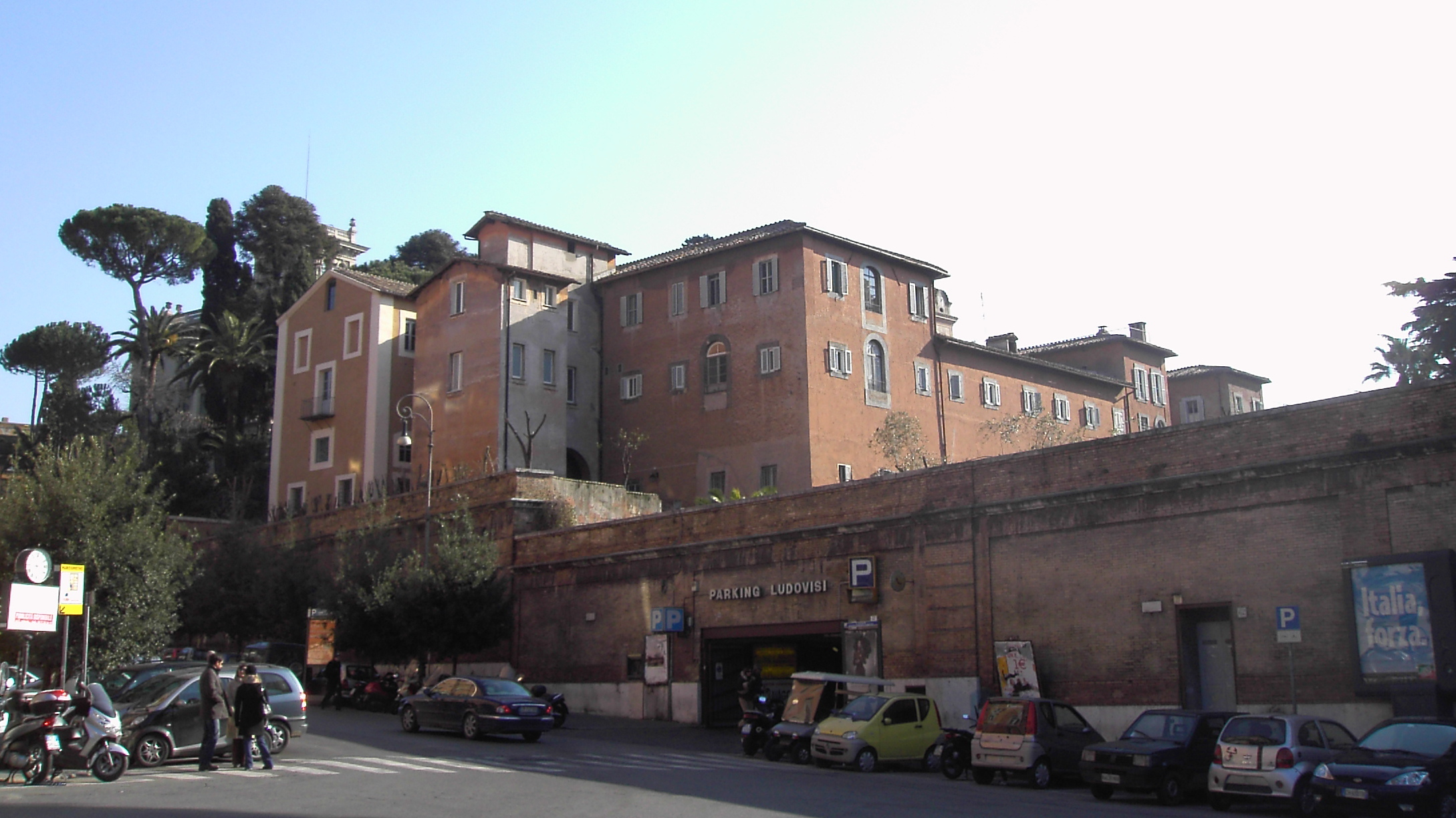
Vista do convento franciscano.
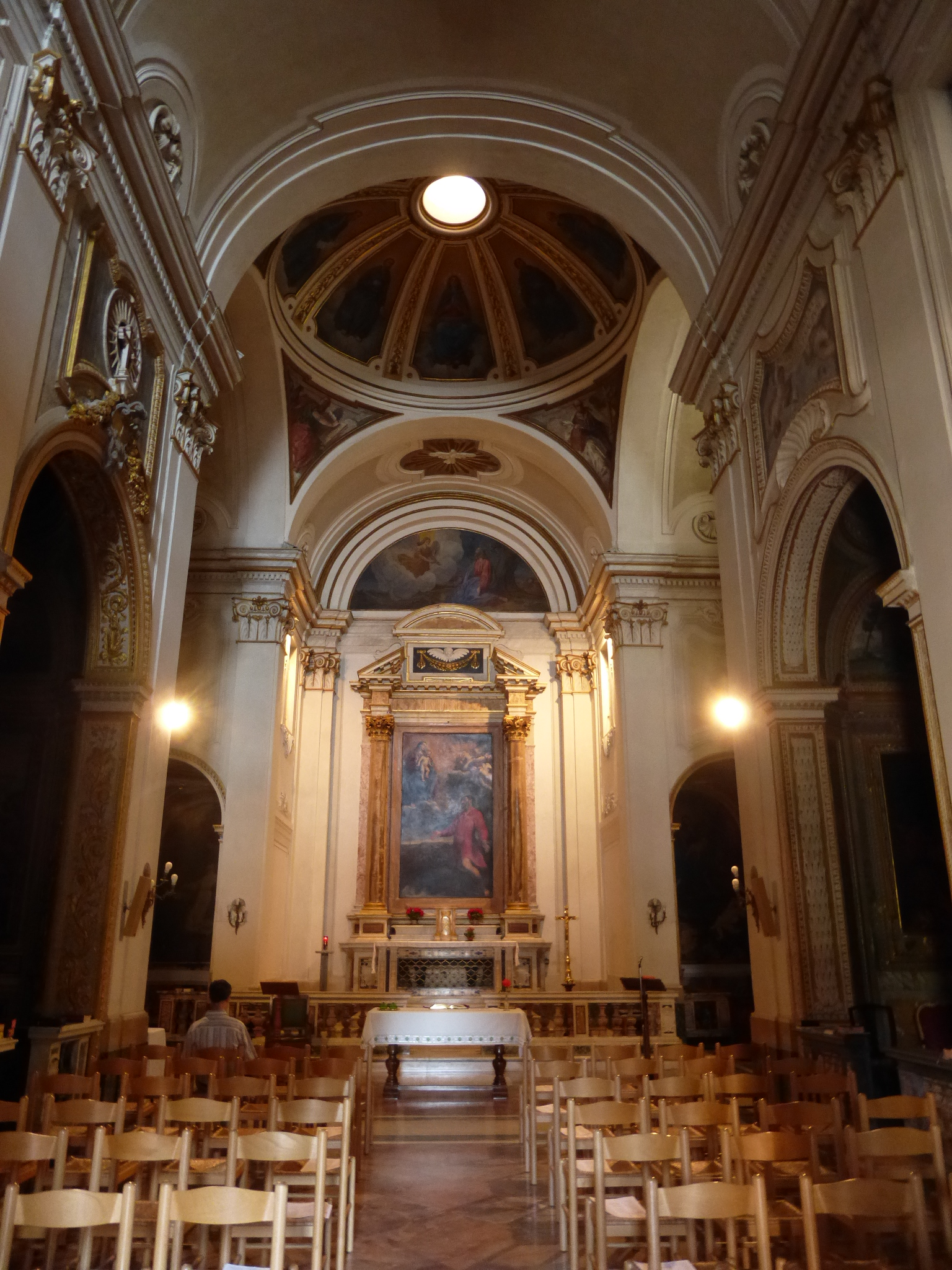
Interior da igreja.
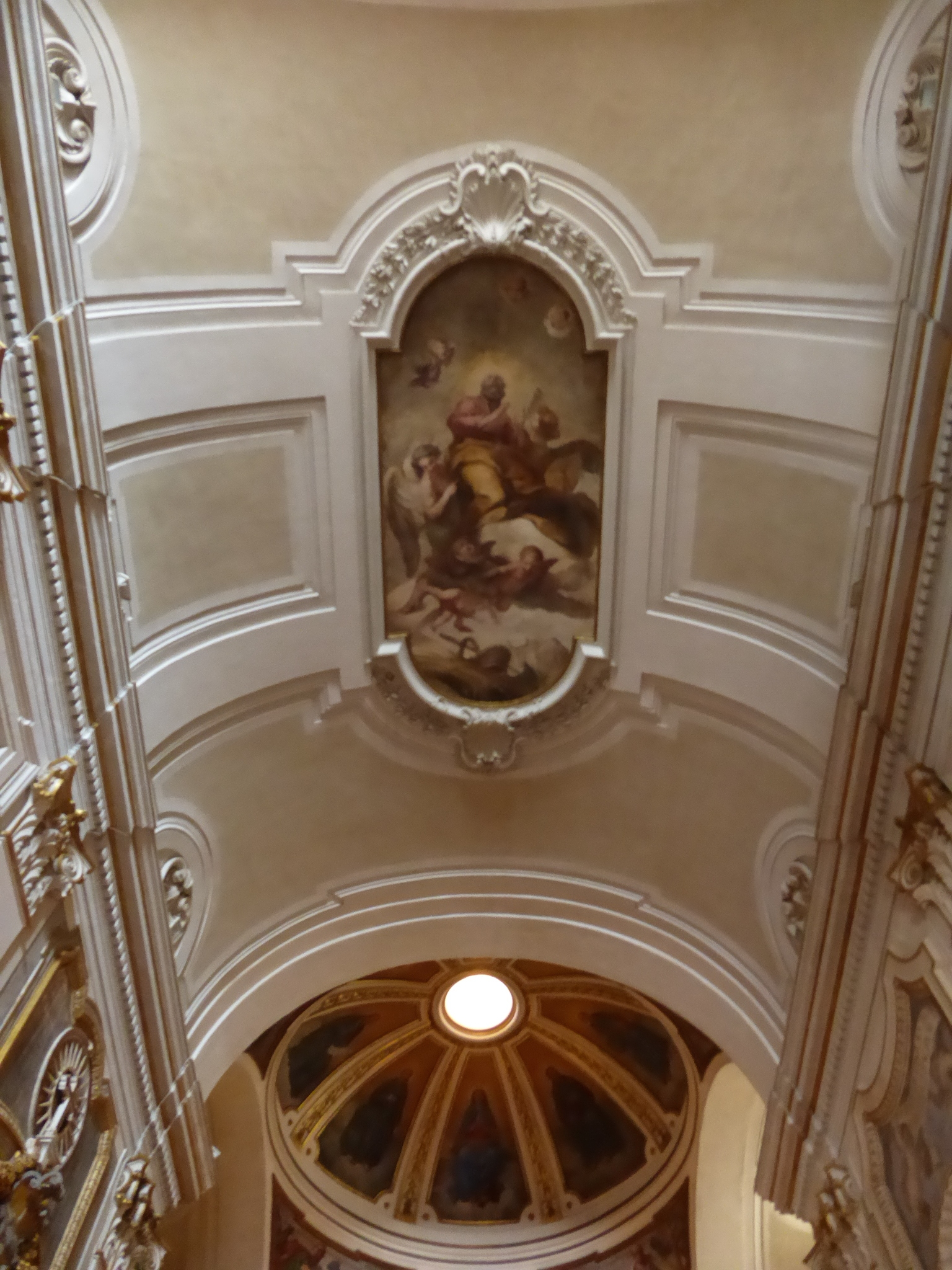
Teto da nave.
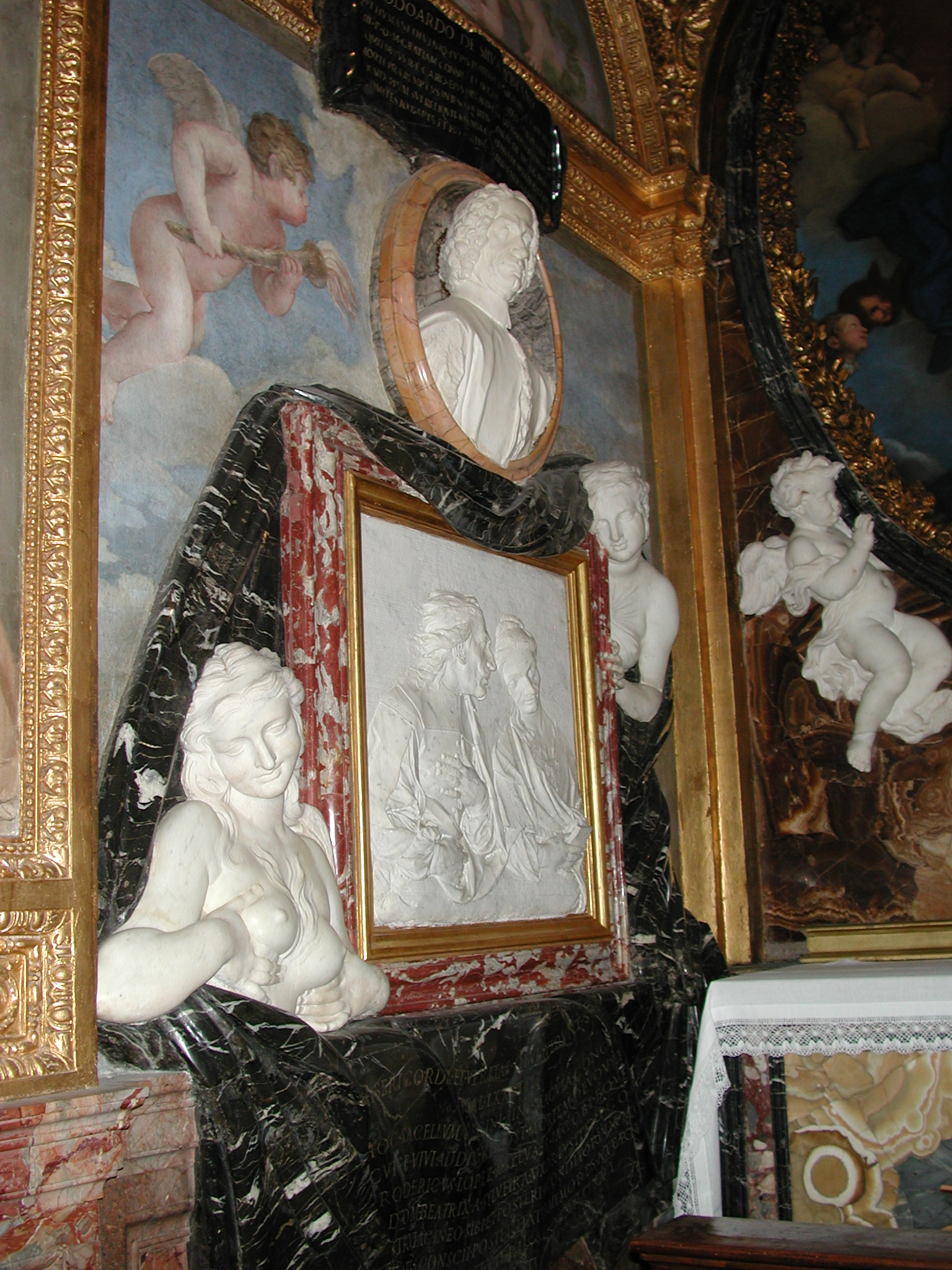
Capella De Sylva, de Bernini.